# إرفينغ نيل
إرفينغ نيل (بالإنجليزية: Irving C. Neale)‏ هو سياسي أمريكي، ولد في 2 مارس 1876 في الولايات المتحدة، وتوفي في 28 أكتوبر 1932. حزبياً، نشط في الحزب الديمقراطي. وقد انتخب عضو مجلس نواب أركنساس.